# 頓原町
頓原町（とんばらちょう）は、かつて島根県の内陸部にあった町。飯石郡に属した。

## 歴史
- 1889年（明治22年）4月1日 - 町村制施行により都加賀村・頓原村・頓原町・花栗村・佐見村・長谷村の区域をもって頓原村が発足。
- 1949年（昭和24年）4月29日 - 頓原村が町制施行して頓原町となる。
- 1957年（昭和32年）2月1日 - 志々村と合併し、改めて頓原町が発足。
- 1971年（昭和46年）4月17日 - 第22回全国植樹祭出席のために来県した天皇、皇后が志々小学校などに行幸[1]。
- 2005年（平成17年）1月1日 - 赤来町と合併して飯南町が発足。同日頓原町廃止。

## 教育
- 頓原町立頓原小学校
- 頓原町立志々小学校
- 頓原町立頓原中学校

## 交通

### 鉄道
町内を鉄道路線は通っていない。鉄道を利用する場合の最寄り駅は、JR西日本木次線木次駅。

### 国道
- 国道54号
- 国道184号

### 県道
- 島根県道40号川本波多線
- 島根県道273号吉田頓原線
- 島根県道325号佐田八神線
- 島根県道326号頓原八神線

## 姉妹都市
- 伊丹市（兵庫県）

## 名所・旧跡
- 交流センターやまなみ
- 高木しょうぶ園
- 琴引フォレストパーク(スキー場)